# 神龍 (航空機)
航空局 神龍
- 用途：特攻機
- 分類：ロケットグライダー
- 設計者：頓所好勝、榊原茂樹
- 製造者：逓信省航空局航空試験所
- 運用者：大日本帝国海軍
- 初飛行：1945年7月中旬（無動力）
- 生産数：5機
- 運用状況：退役

神龍（じんりゅう）は、大日本帝国海軍が太平洋戦争中に試作した特攻機。略符号は与えられていない。

## 特徴
太平洋戦争末期の戦局悪化に伴い、戦車または上陸用舟艇を攻撃するために設計された火薬ロケット推進の特攻機である。火薬ロケットは、離陸時と特攻の突入時に使用される。胴体内に100 kg徹甲爆弾が固定されており、攻撃の際は左右のロケットを噴射して上昇し、高度200 mに達した時点で爆弾の安全ピンを外し、目標を発見次第、中央部のロケットを点火して体当たり攻撃を行う。
機体の構造は、木工所などでの最小費用での量産を意識した全木製骨格に羽布張りの簡単なもので、直線を多用したグライダー型飛行機であり、操縦席は開放式で、降着装置として3本の橇（スキッド）を有する。主翼は高翼単葉。搭載する火薬ロケットは、燃焼時間10秒のもの3基で、30秒間の飛行ができたが飛行特性は悪かった。当初は山岳地帯の洞窟からの発進が計画されていたが、最終的には分解された状態でトラックによって敵の予想上陸地点から2 - 3 km地点まで運ばれ、組み立てられて離陸する計画になった。想定された攻撃目標は、本土決戦に際して上陸してきたアメリカ軍の戦車や揚陸艇、特にM4中戦車や新型重戦車として出現が警戒されていた「M1重戦車」（M26パーシングの誤伝）だった。無動力での飛行試験時には、九五式一型練習機が曳航機を務めている。
飛行試験時のテストパイロットだった楢林寿一飛行士は「操縦が難しい神龍は特攻（体当たり）には不適」といった旨の報告を試験責任者に対して行っており、さらに神龍に燃焼時間30秒のロケットエンジン6基とロケット弾を装備して攻撃機化することを提案した。また、生存したパイロットは、後世、「当たったとしても戦車だから5、6人くらいしか巻きぞえにできないし、上空から向かって行っても戦車に撃ち落とされていただろうから、お国のためとはいえ、納得がいかない。なぜこのような乏しい作戦を立てるのか」といった旨のコメントを残している。
なお、神龍（神龍一型）のテスト飛行後に、燃焼時間32秒のロケットを用いて航続距離の延長などを目論んだ戦闘爆撃機的な仕様の「神龍二型」の開発計画が開始されたが、実現せずに終わっている。二型は固体ロケットブースターの再装填によって同時期のドイツ空軍で開発されていたBa 349と同程度の120秒程度の航続時間を持つ、デルタ翼とカナードを有する戦闘攻撃機として開発されていた（秋水#各型も参照）。武装は攻撃用ロケット弾の装備を予定していた。

## 歴史
逓信省航空局航空試験所によって発案され、1944年（昭和19年）11月、海軍艦政本部から逓信省航空試験所に対して必要条件が提示され、12月に計画が纏められた。機体の設計は航空試験所が、製造は美津野グライダー製作所が行なった。
1945年（昭和20年）5月末に、榊原茂樹技師を主務者として設計された試作機1機が完成したが、機体設計が単純すぎるために飛行不能である可能性が浮上し、新たに頓所好勝技師を主務者として設計が一新された機体が試作された。この新設計機は完成後、7月中旬に茨城県石岡町の大日本滑空工業専門学校にてロケットエンジンを搭載しない状態で曳航発航による飛行試験を行い、その際に機体に異常振動が発生したことを受け、垂直尾翼の増積が行われた。続いて、終戦直前に霞ヶ浦飛行場にてエンジンを搭載した状態で無人での飛行試験を行ったが、この時はエンジン停止後に墜落している。その後、海軍は神龍の量産開始を命じ、本土決戦に備え特別攻撃隊のパイロットの飛行訓練が「若草」などの通常のグライダーを用いて行われていたが、実戦投入前に終戦の日をむかえたため、特に戦果はない。8月15日の終戦までに製造されたのは試作機4機で、終戦後の8月20日に完成した5号機を含めても完成機は計5機のみだった。
なお、航空局航空試験所は神龍以前にK1号というロケット推進グライダーを試作しており、これによるテストの経験が神龍の開発に生かされている。また、神龍以前の同種の計画としてはほかに「MX75」がある。これは1941年（昭和16年）から1942年（昭和17年）にかけて開発されていたロケット推進対戦車グライダーだが、詳細は明らかになっていない。
神龍の実機は現存していないが、神龍の操縦訓練を受けたパイロットの友人が戦後個人的に製作した実物大レプリカが、香川県さぬき市の羽立峠に展示されている。

## 諸元
一型
- 全長：7.6 m
- 全幅：7.0 m
- 全高：1.8 m
- 自重：220 kg（ロケットエンジン非搭載時）
- 最大離陸重量：600 kg（ロケットエンジン非搭載時）
- エンジン：固体燃料ロケットエンジン × 3（合計推力：400 kg）
- 最大速度：300 km/h
- 巡航速度：110 km/h
- 上昇限度：400 m
- 航続距離：4 km
- 武装：100 kg爆弾 × 1（内蔵）
- 乗員：1名

## 参考
- 石黒竜介、タデウシュ・ヤヌシェヴスキ『日本陸海軍の特殊攻撃機と飛行爆弾』大日本絵画、2011年、171 - 177頁。ISBN 978-4-499-23048-3。
- 防衛庁防衛研修所戦史室『戦史叢書第095巻 海軍航空概史』朝雲新聞社、1976年、436頁。NCID BN00910011。
- 防衛庁防衛研修所戦史室『戦史叢書第102巻 陸海軍年表 付 兵器・兵語の解説』朝雲新聞社、1980年、357頁。NCID BN00711310。
- 美津濃 航空局「神龍」特殊攻撃機  - 3月新製品案内 - （株）ウィリング（海外輸入模型卸業者）公式サイト、2014年3月、2016年2月24日閲覧。
- NHK 2010年8月9日月曜放送 「生命・inochi～孤高の画家 吉田堅治」（吉田当人が神龍パイロットであったことが紹介されている）
- 【戦後70年】「神龍」と「回天」 旧日本海軍の“幻の特攻グライダー” レプリカで戦争の悲惨さ伝える - 産経WEST、2015年5月3日。2020年8月17日閲覧。